# Eric Martin
Eric Lee Martin, född 10 oktober 1960 på Long Island, New York, är en amerikansk rocksångare och musiker. Martin har varit verksam under 1980-, 1990- och 2000-talen både som soloartist och som medlem i olika band. Hans mest framstående framgång har varit som frontman i hårdrock/glam metal bandet Mr. Big, en supergrupp som för närvarande är återförenad. De fick en stor hit 1991 med "To be with you", en låt som Martin skrivit redan under tonåren.
Martin startade sin karriär i musikbranschen i en lokal i San Francisco Bay Area 1978.

## Diskografi

### Solo
Studioabum
- Eric Martin (1985)
- I'm Only Fooling Myself (1987)
- Somewhere in the Middle (1998)
- I'm Goin' Sane (2002)
- Destroy All Monsters (2004)
- Mr. Vocalist (2008)
- Mr. Vocalist 2 (2009)
- Mr. Vocalist X-Mas (2009)
- Mr. Vocalist 3 (2010)
- Mr. Rock Vocalist (2012)

EP
- Pure (2003)

Samlingsalbum
- Soul Sessions: The Capitol Years (1986)
- Love Is Alive: Works of 1985–2010 (2010)
- Mr. Vocalist Best (2010)

### Med Eric Martin Band
Studioalbum
- Sucker for a Pretty Face (1983)

### Med Mr. Big
Studioalbum
- Mr. Big (1989)
- Lean into It (1991)
- Bump Ahead (1993)
- Hey Man (1996)
- Get Over It (1999)
- Actual Size (2001)
- What If... (2011)
- ...The Stories We Could Tell (2014)
- Defying Gravity (2017)

### Med Tak Matsumoto Group
Studioalbum
- TMG I (2004)